# Skirmantas Pabedinskas

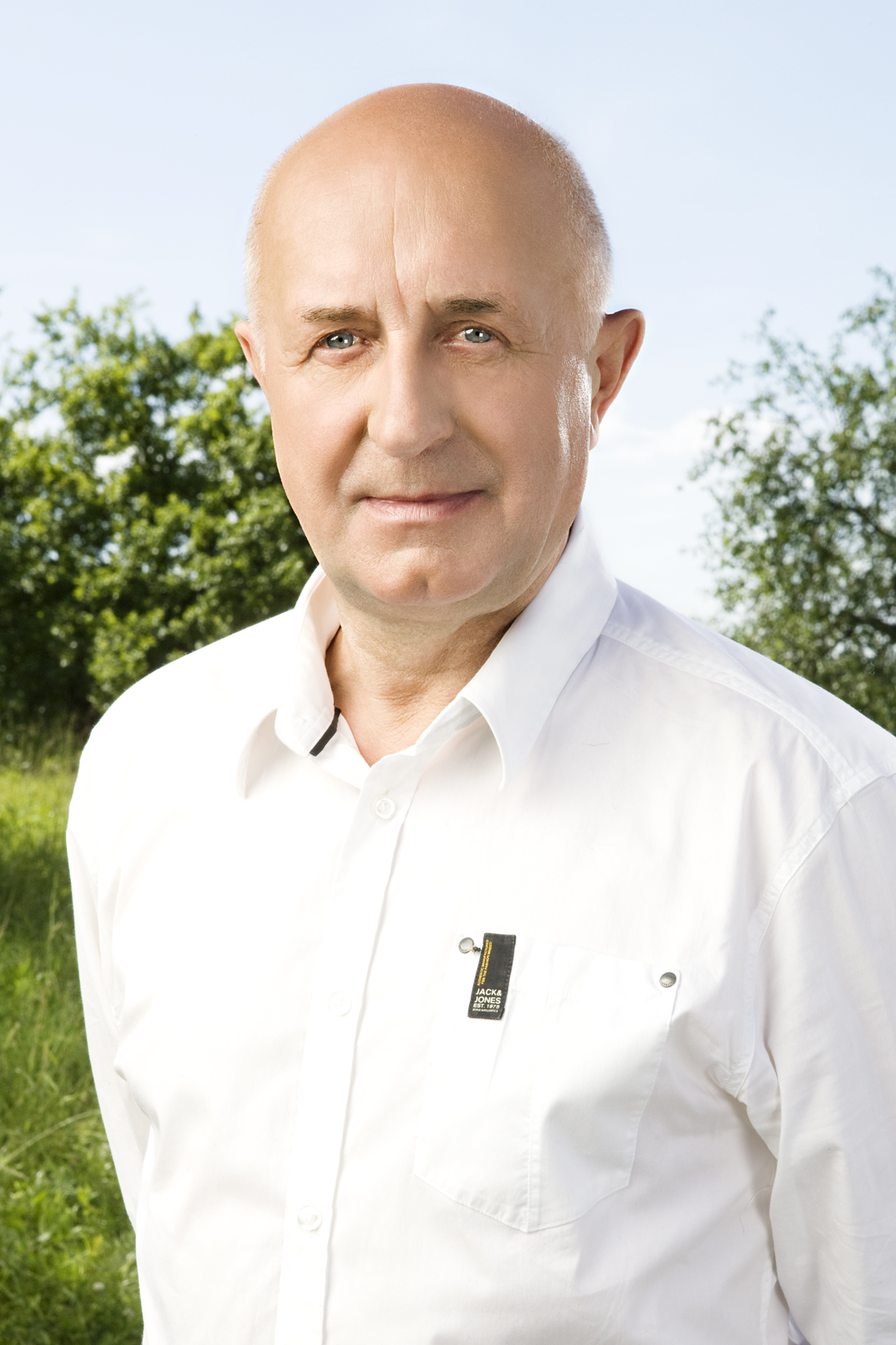
Skirmantas Pabedinskas (2015)

Skirmantas Pabedinskas (* 15. März 1945 in Suvainiškis, Bezirk Rokiškis, Litauische SSR) ist ein litauischer Journalist, Kinooperator, ehemaliger Politiker und ehemaliges Mitglied des litauischen Parlaments Seimas.

## Leben
Nach dem Abitur 1962 an der Mittelschule Jūžintai studierte er von 1962 bis 1964 am Polytechnikum in Vilnius, leistete von 1964 bis 1966 den Sowjetarmeedienst. Danach absolvierte er ein Studium der Fototechnik am Polytechnikum. Ab 1972 war er Korrespondent von Valstybinio Lietuvos radijo ir televizijos komitetas, von 2004 bis 2008 war er Mitglied des Seimas.

## Quelle
1. ↑  2008 m. Lietuvos Respublikos Seimo rinkimai – Lietuvos valstiečių liaudininkų sąjunga – Iškelti kandidatai. Archiviert vom Original am 4. Oktober 2013; abgerufen am 28. Juni 2018 (litauisch).

| Personendaten    | Personendaten                                             |
| ---------------- | --------------------------------------------------------- |
| NAME             | Pabedinskas, Skirmantas                                   |
| KURZBESCHREIBUNG | litauischer Journalist, Kinooperator und Politiker        |
| GEBURTSDATUM     | 15. März 1945                                             |
| GEBURTSORT       | Suvainiškis, Bezirk Rokiškis, Litauische SSR, Sowjetunion |